# 스파이더맨: 홈커밍
《스파이더맨: 홈커밍》(영어: Spider-Man: Homecoming)은 마블 코믹스의 스파이더맨 캐릭터를 기반으로 한 2017년 미국의 슈퍼히어로 액션 영화이다. 마블 스튜디오와 컬럼비아 픽처스가 공동 제작하고 소니 픽처스 엔터테인먼트가 배급을 하고 있다. 마블 시네마틱 유니버스(MCU)에 속하는 열 여섯번째 영화 작품으로, 스파이더맨 영화 시리즈의 두 번째 리부트 작품에 해당한다. 이 영화는 존 와츠가 연출하고 존 프랜시스 데일리와 조너선 골드스타인이 각본을 썼다. 주인공 스파이더맨 역할을 연기하는 톰 홀랜드를 포함한 마이클 키턴, 존 패브로, 젠데이아, 도널드 글러버, 타인 데일리, 머리사 토메이와 로버트 다우니 주니어가 출연한다. 영화는 시빌 워 이후 어벤져스를 꿈꾸던 평범한 고등학생 피터 파커가 세상을 위협하는 강력한 악당 벌처에 맞서며 진정한 히어로로 거듭나는 얘기를 담고 있다.
2015년 2월 마블 스튜디오와 소니 픽처스는 스파이더맨의 캐릭터 권리를 공유하고 기존의 MCU에 합류하기로 합의했다. 다음 해 6월, 홀랜드는 주인공으로 캐스팅 되었고, 왓츠가 감독으로 기용되면서 주요 캐스팅이 완료되었다. 2016년 4월, 다우니를 포함한 추가 출연진과 함께 영화 제목이 공개되었다. 주요 촬영은 2016년 6월에 조지아 주, 파이에트 카운티, 잉글랜드 버킹엄셔 주에 위치한 파인우드 스튜디오에서 시작되었고, 베를린과 뉴욕에서 10월까지 계속해 이어졌다. 촬영하는 동안 왓츠, 포드, 매케나 및 서머스가 시나리오 작가로 추가 발표 되었다. 프로덕션 팀은 이전의 스파이더맨과 차별화하기 위해 많은 노력을 했다.
영화는 2017년 6월 28일 할리우드의 TCL 차이나즈 극장에서 첫 상영 되었으며, 3D, 아이맥스 및 IMAX 3D로 제작 되었다. '홈 커밍'은 전 세계적으로 2억 5,702만 달러를 벌어 들이며 기록적인 오프닝스코어 기록을 달성하였고, 긍정적인 평가를 받았다. 홀랜드와 그 외 출연 배우들의 앙상블 연기 및 액션 시퀀스는 비평가들의 찬사를 받았다. 후속 편은 2019년 7월 5일에 공개된 스파이더맨: 파 프롬 홈이다.

## 줄거리
2012년 뉴욕 전투 이후 에이드리언 툼스와 그의 인양 회사는 도시를 청소하는 계약을 맺었지만 토니 스타크와 미국 정부 간의 파트너십인 DODC(Department of Damage Control)가 작업을 인계받는다. 사업에서 쫓겨난 것에 분노한 툼스는 직원들에게 그들이 이미 수집한 치타우리 기술을 유지하고 이를 사용하여 툼스가 치타우리 파워 셀을 훔치는 데 사용하는 비행 독수리 수트를 포함하여 고급 무기를 만들고 판매하도록 설득한다.
8년 후 피터 파커는 독일의 내부 분쟁을 돕기 위해 스타크에 의해 어벤저스에 징집되었지만 스타크가 아직 완전한 어벤저가 될 준비가 되지 않았다고 말하자 미드타운 과학 기술 학교에서 학업을 재개한다. 파커는 스파이더맨으로서 범죄와 싸우는 활동에 더 많은 시간을 보내기 위해 학교의 아카데믹 10종 경기 팀을 그만 두었다. 그의 가장 친한 친구인 네드는 결국 그의 비밀 정체를 알게 된다.
파커는 툼스의 동료 잭슨 브라이스 / 쇼커와 허먼 슐츠가 지역 범죄자 아론 데이비스에게 무기를 판매하는 것을 만난다. 파커는 벌처 수트를 입은 툼스에게 붙잡혀 호수에 떨어지기 전에 데이비스를 구하고 그의 수트에 내장 된 낙하산에 얽힌 후 거의 익사했다. 그는 파커에게 준 스파이더 맨 수트를 모니터링하고 범죄자들과 더 이상 관련되지 않도록 경고하는 스타크에 의해 구조된다. 툼스는 실수로 무기 중 하나로 브라이스를 죽이고 슐츠는 새로운 쇼커가 된다.
파커와 네드는 브라이스가 남긴 무기를 연구하여 파워 코어를 제거한다. 슐츠의 추적 장치가 메릴랜드로 연결되면 파커는 10종 경기 팀에 다시 합류하여 전국 토너먼트를 위해 워싱턴 D.C.로 동행한다. 네드와 파커는 스파이더맨 슈트에 이식된 추적기 스타크를 비활성화하고 고급 기능을 잠금 해제한다. 파커는 DODC 트럭에서 무기를 훔치는 툼스를 막으려하지만 안에 갇혀 10 종 경기 토너먼트를 놓치게된다. 파워 코어가 불안정한 치타우리 수류탄이라는 사실을 알게 된 그는 코어가 활성화되고 폭발하는 워싱턴 기념비로 달려가 네드와 친구들을 엘리베이터에 가둔다. 파커는 동급생과 짝사랑 리즈를 포함하여 그들을 구한다. 며칠 후 뉴욕시에서 스테이튼아일랜드페리를 타고 파커는 툼스의 새로운 구매자 맥 가건을 붙잡았지만 툼스는 탈출하고 오작동하는 무기가 페리를 반으로 찢는다. 스타크는 파커가 승객을 구하는 것을 돕고 그의 무모함에 대한 처벌로 그의 소송을 압수한다.
파커는 고등학교 생활로 돌아가 리즈에게 홈 커밍 댄스에 함께 가자고 요청한다. 춤을 추던 날 밤, 그는 툼스가 리즈의 아버지임을 알게 된다. 파커의 비밀 정체를 추론한 툼스는 그를 위협한다. 파커는 툼스가 어벤저스 타워에서 업스테이트 뉴욕에 있는 팀의 새 본부로 무기를 운반하는 DODC 비행기를 납치할 계획임을 알고 있다. 그는 댄스를 그만두고 집에서 만든 오래된 스파이더맨 수트를 입고 툼스의 은신처로 달려간다. 밖에서 슐츠에게 매복당하지만 네드의 도움으로 그를 물리친다. 내부에서 툼스는 파커를 공격하여 건물의 지지대를 파괴하고 파커는 무너진 건물의 잔해에 갇혀 죽게 내버려 둔다. 파커는 비행기를 탈출하고 요격하여 코니아일랜드의 해변에 추락하도록 조종한다. 그와 툼스는 계속 싸우며 손상된 벌처 슈트가 폭발한 후 파커가 툼스의 생명을 구하는 것으로 끝난다. 파커는 비행기의화물과 함께 경찰을 위해 툼스를 떠난다. 아버지가 체포된 후 리즈는 집을 나간다. 파커는 어벤저스 풀 타임에 합류하라는 스타크의 초대를 거부하고 스타크는 페퍼 포츠에게 제안한다. 스타크는 또한 메이 이모가 걸어 들어올 때 그것을 입는 파커에게 스파이더맨 슈트를 반환한다.

## 출연

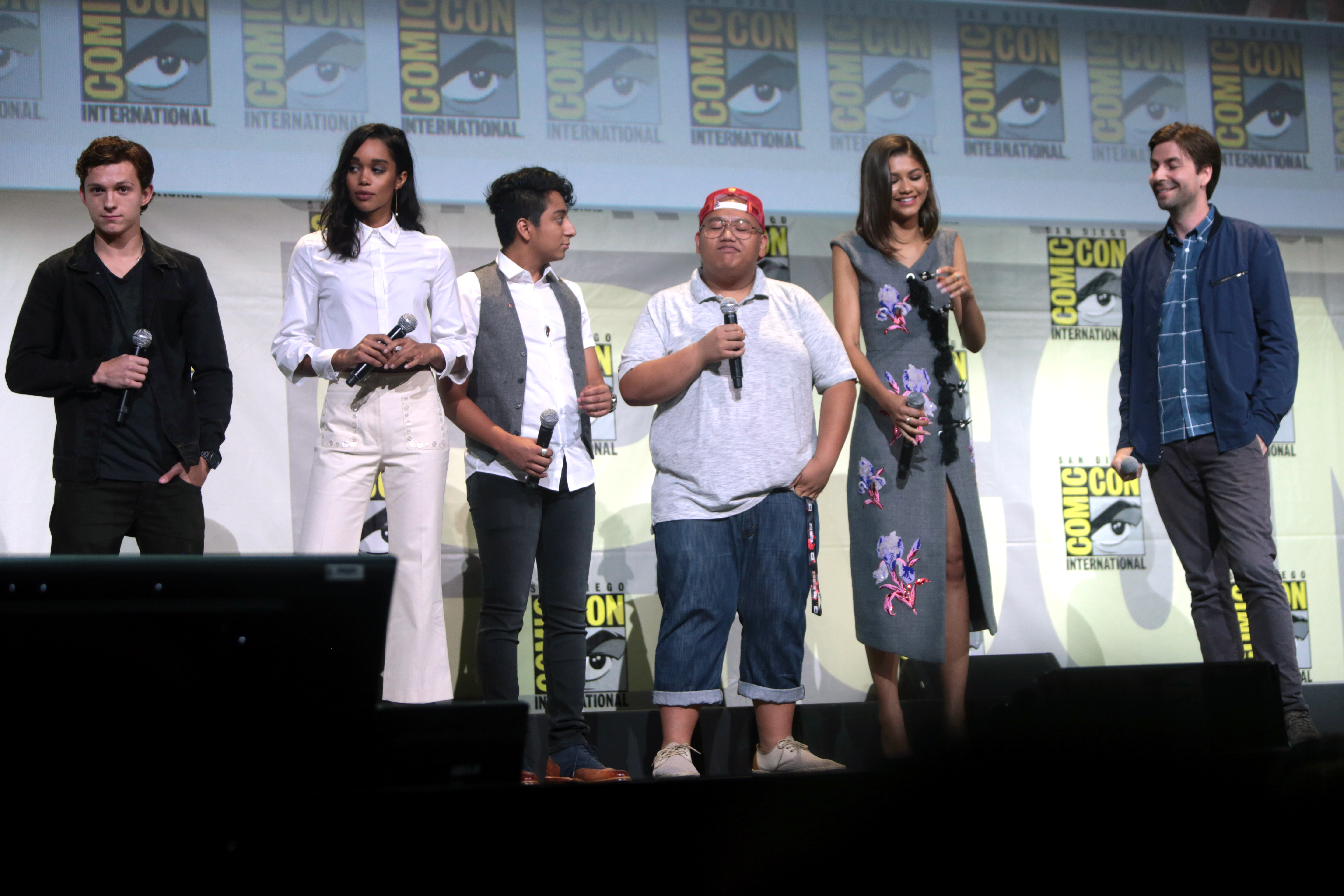
2016 샌디에이고 코믹콘 인터내셔널에서 《스파이더맨: 홈커밍》 홍보 중인 (L:R) 톰 홀랜드, 로라 해리어, 토니 레볼로리, 제이컵 배털론, 젠데이아와 감독 존 왓츠.

- 톰 홀랜드 - 피터 파커 / 스파이더맨 역
- 마이클 키턴 - 에이드리언 툼스 / 벌처 역
- 머리사 토메이 - 메이 파커 역
- 존 패브로 - 해피 호건 역
- 젠데이아 - 미셸 역
- 도널드 글러버 - 에런 데이비스 역
- 타인 데일리 - 앤 마리 호그 역
- 제이컵 배털론 - 네드 역
- 로라 해리어 - 리즈 툼스 역
- 토니 레볼로리 - 플래시 역
- 로버트 다우니 주니어 - 토니 스타크 / 아이언맨 역
- 귀네스 팰트로 - 페퍼 포츠 역
- 보킴 우드바인 - 허먼 슐츠 / 2대 쇼커 역
- 에이브러햄 아타 - 에이브 역
- 해니벌 버리스 - 윌슨 코치님 역
- 케네스 최 - 모리타 교장 역
- 셀레니스 레이바 - 워런 선생 역
- 앵거리 라이스 - 베티 브랜트 역
- 마틴 스타 - 해링턴 선생 역
- 가르셀 보베 - 도리스 툼스 역
- 마이클 처너스 - 피니어스 메이슨 / 팅커러 역
- 마이클 맨도 - 맥 가건 역
- 로건 마셜그린 - 잭슨 브라이스 / 1대 쇼커 역
- 제니퍼 코널리 - 캐런 / 슈트 누나 역
- 게리 위크스 - 포스터 요원 역
- 크리스토퍼 베리 - 랜디 역
- 조지 랜데보그 주니어 - 제이슨 아이오넬로 역
- 툰데 아데핌베 - 코브웰 선생 역
- 티퍼니 에스펀슨 - 신디 역
- 이사벨라 아마라 - 샐리 역
- 마이클 바비어리 - 찰스 역
- J. J. 토타 - 시모어 역
- 헴키 마데라 - 델마르 씨 역
- 케리 콘던 - 프라이데이(F.R.I.D.A.Y.)의 목소리 역
- 마사 켈리 - 투어 가이드 역
- 스탠 리 - 게리 역 (카메오)
- 크리스 에반스 - 스티브 로저스 / 캡틴 아메리카 역 (카메오)

## 제작진
- 원작자: 스탠 리
- 원작자: 스티브 딧코
- 공동제작: 미첼 벨
- 미술: 올리버 숄
- 세트: 진 세드데나
- 세트: 로리 가핀
- 특수효과: 다니엘 수딕
- 분장: 잭 라자로
- 헤어: 제닌 래스
- 의상: 루이즈 프로글리
- 배역: 사라 핀
- 번역: 황석희